# نيكون دي 1
نيكون دي 1 (بالإنجليزية: Nikon D1)‏ كاميرا احترافية من إنتاج شركة نيكون 2.7 ميجا بيكسل وقد طرحت في السوق في صيف 1999

## D1X
طرح الإصدار الجديد في السوق فبراير 2001 5.3 ميجا بيكسل